# Мілан Ракич
Мілан Ракич (*Милан Ракић, 18 вересня 1876 — †30 червня 1938) — сербський дипломат, поет та журналіст.

## Життєпис
Народився у 1876 році у Белграді. Син Димітріє Міти Ракича, міністра фінансів, та Ганни Мілічевича, доньки академіка Мілана Мілічевича. Закінчив початкову школу та гімназії у Белграді. З 1898 до 1901 року навчався праву у Парижі. Після повернення до Сербії одружилися.
У 1904 році став працював у Міністерстві закордонних справ. Служив у сербських консульствах Приштіни, Скоп'є, Салоніки, Шкодера. У 1904—1905 роках вів відділ театральних рецензій в журналі «Сербській літературний вісник».
Під час Першої світової війни він був радником посольства в Бухаресті у 1915 році і Стокгольмі у 1917 році, а у 1918 році в Копенгагені.
З 1921 до 1927 року був посланником королівства Югославія у Софії. З 1927 до 1933 року — у Римі. У 1922 році стає членом-кореспондентом Сербської королівської академії. У 1933 році повертається до Югославії. Тут 1938 року помирає у Сребрняку, неподалік Загребу.

## Творчість
Поезія Мілана Ракича формувалася під впливом парнаською школи і французького символізму. В ній присутні настрої скептицизму, ідея людський роз'єднаності, передчуття смерті, твердження страждання. Це відображено у збірках віршів 1903, 1912, 1924, 1936 років.
У ліриці передана атмосфера напруги початку століття, тривога за неблагополуччя в світі, ворожість його людині, любов до батьківщини (цикл віршів «На Газі Местані», «Спадок», присвячених Косову полю, 1905—1911 роки).
Останнім віршем Мілана Ракича стала «Прощальна пісня» 1929 року.

## Стиль
Поетичну манеру Ракича відрізняють благородна стриманість вираження потаємних людських переживань, пластична ясність стилю, природність поетичної інтонації, музикальність вірша.